# Марчук, Сергей Васильевич

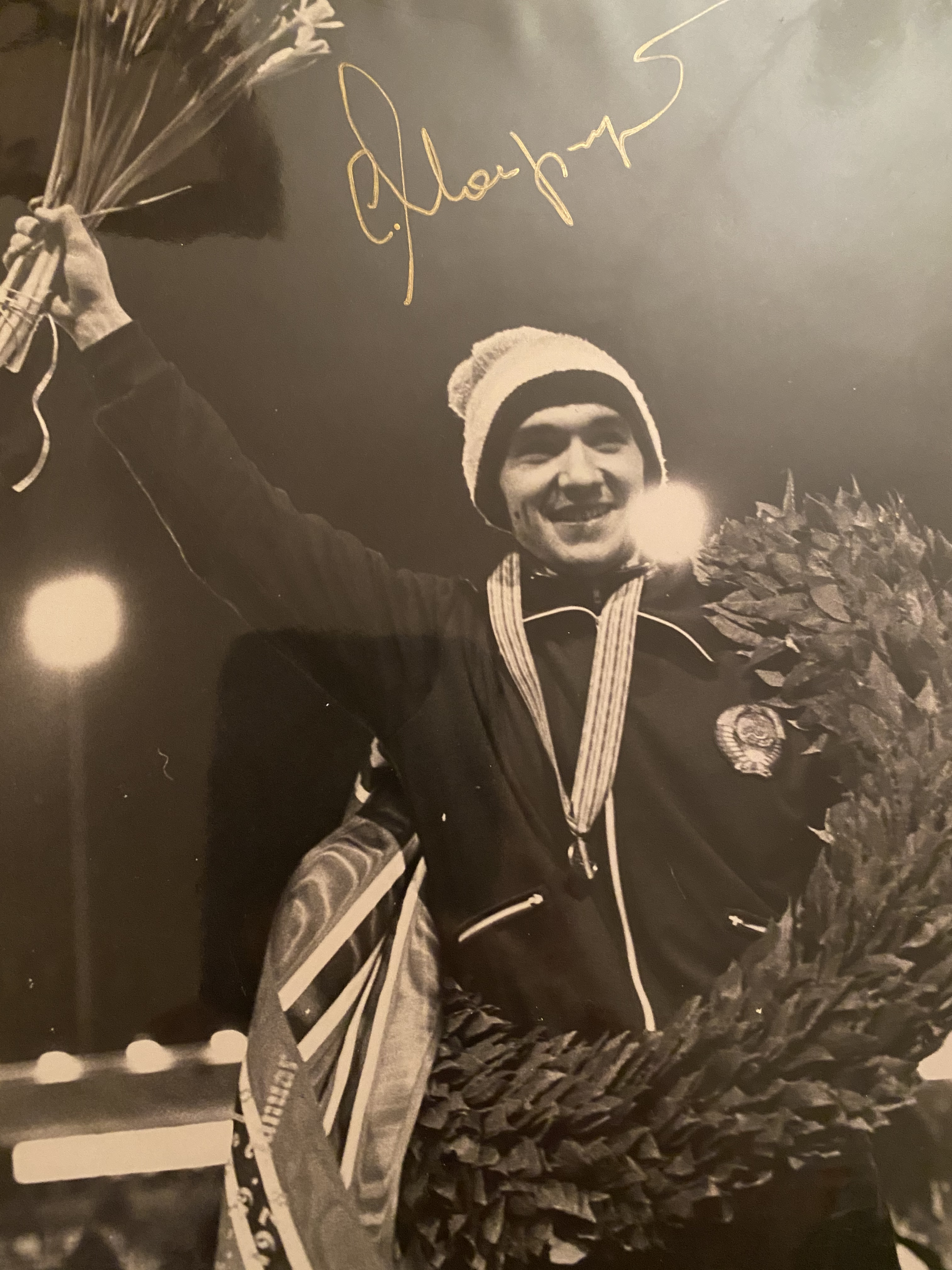

Сергей Васильевич Марчук (13 апреля 1952, Москва, РСФСР — 25 августа 2016, Москва, Российская Федерация) — советский конькобежец. Участник Олимпийских игр 1976 года, бронзовый призёр чемпионата мира 1978 года, чемпион Европы 1978 года и бронзовый призёр чемпионата Европы 1979 года, трёхкратный чемпион СССР (1977—1979 годов) и серебряный призёр (1976, 1980) в классическом многоборье. 15-кратный рекордсмен СССР и 4-кратный рекордсмен мира. Заслуженный мастер спорта СССР (1978), заслуженный тренер РСФСР.

## Биография
Сергей Васильевич родился в Москве. Его отец, Василий Марчук был известным велосипедистом, успешно выступал в гонках и на треке, и на шоссе, носил звание чемпиона РСФСР и одно время даже входил в сборную страны. Он-то и привил парню любовь к спорту. Вопреки многим советам, в 1963 году 11-летний мальчишка пришёл физически слабым в конькобежную секцию детско-юношеской спортшколы Калининского района к заслуженному тренеру РСФСР Геннадию Сергеевичу Гершману. Он любил скорость, и это определило его спортивную судьбу.
После школы он поступил в стоматологический институт. Исправно сдавал сессии и был на хорошем счету, но через год вдруг понял, что занимался не своим делом и оставил учёбу. Четыре раза в неделю ездил на тренировки из Черёмушек, где жил, на «Динамо».
В январе 1970 года впервые попал на подиум юниорского первенства СССР, заняв 3-е место в сумме многоборья, а через год вошёл в состав национальной молодёжной сборной. В декабре 1972 года в Берлине 19-летний москвич одержал победу в многоборье на розыгрыше Кубка «Динамо».
В январе 1973 года дебютант чемпионата СССР в классическом многоборье стал бронзовым призёром на дистанции 1500 метров, а в розыгрыше призов Совета Министров Казахской ССР на катке в Медео стал победителем многоборья. В феврале дебютировал в составе сборной на чемпионате мира в Девентере, где занял 14-е место в сумме многоборья. Той же зимой Марчук выполнил норматив мастера спорта международного класса.
В самом начале 1974 года Марчук участвовал в чемпионате СССР в классическом многоборье, где выиграл бронзовую медаль в забеге на 1500 метров, но в сумме остался на 11-м месте. На 3-й зимней Спартакиаде народов СССР он поднялся на 3-е место в сумме многоборья. На первенстве СССР в спринтерском многоборье неожиданно завоевал «бронзу».
В январе 1975 года на первенстве общества «Динамо» Сергей показал лучшие баллы в сумме многоборья. На чемпионате СССР в классическом многоборье Марчук занял 6-е место. В апреле выиграл многоборье в соревнованиях на призы Совета Министров Казахской ССР. В декабре 75-го на международном Кубке «Динамо» он выиграл дистанции 1500, 3000 метров и стал вторым на 5000 метров, что в итоге вывело его на первое место в многоборье и во второй раз стал обладателем кубка (первый в 1972).
В январе 1976 года дебютировал на чемпионате Европы в Осло, где в сумме многоборья занял 9-е место, а через месяц участвовал на своих первых зимних Олимпийских играх в Инсбруке. Там он финишировал лучшее 11-е место в забеге на 10 000 метров, а также 13-е на 1500 и 14-е на 5000 метров. В конце февраля на чемпионате мира в Херенвене поднялся на 8-е место в абсолютном зачёте. В марте на чемпионате СССР впервые стал серебряным призёром в многоборье, при этом победил в забеге на 5000 метров, а на остальных дистанциях стал вторым.
В январе 1977 года на чемпионате СССР 24-летний спортсмен впервые выиграл звание чемпиона страны в абсолютном зачёте с новым рекордом СССР для равнинных катков в сумме многоборья — 171,759. В том же месяце на чемпионате Европы в Ларвике занял 6-е место по сумме 4-х дистанции. 12 февраля на чемпионате мира в Херенвене Марчук занял 3-е место в забеге на 5000 метров и установил всесоюзный рекорд — 7:10 3 сек, а на следующий день стал вторым в беге на 10 000 метров и побил рекорд страны — 14:56,38 сек. Также улучшил рекорд и в многоборье — 168,759, заняв общее 4-е место.
11 марта 1977 года пробежал 3000 метров на Медео за 3:56,65 сек, превысив мировой рекорд Арда Схенка 4:08,30 секунд на 12 секунд. Однако, турнир на котором был установлен этот результат не был одобрен ИСУ, что не позволило его зарегистрировать как новый мировой рекорд, однако этот результат был зафиксирован как новый рекорд СССР и его никому не удавалось превзойти в течение 15 лет.
Также первым среди советских конькобежцев пробежал дистанцию 5000 метров быстрее 7 минут (6:58,88 — 19 марта 1977). На тот момент это был новый мировой рекорд. Но через несколько забегов норвежский конькобежец Кай Арне Стенсьеммет пробежал эту дистанцию быстрее 6:56,9 секунд и таким образом промежуточный мировой рекорд не был засчитан по итогам соревнований, но остался как рекорд СССР.
В апреле 77-го на чемпионате СССР на отдельных дистанциях он финишировал вторым на дистанциях 1000, 5000, 10 000 метров и третьим на 1500 метров
В 1978 году под руководством тренера Б. П. Барышева и В. П. Окунева выиграл чемпионат Европы, проходивший в норвежском Осло. Эта победа стала первой победой члена мужской советской сборной после длительного перерыва.
После завершения спортивной карьеры в 1981 году, работал тренером молодежной сборной СССР по конькобежному спорту и главным тренером женской сборной в классическом многоборье.

## Личная жизнь и семья
С 1975 года обучался в Центральном институте физкультуры. Был женат на Марчук Елене Анатольевне. В 1977 году у них родился сын Филипп, будущий работник в банковской сфере. В 1989 году родилась дочь Елизавета. Сергей Васильевич скоропостижно скончался 25 августа 2016 года на 65-м году жизни. Похоронен на Красногорском кладбище в Московской области.
Рекорды СССР:
1000 м — 1,14,65 (12 марта 1977);
3000 м — 3,56,65 (11 марта 1977);
5000 м — 7,00,11 (12 марта 1977);
5000м — 6,58,88 (19 марта 1977);
10000 м — 14,45,63 (20 марта 1977).
Сумма в классическом многоборье: 170,470 очка (1975); 167,711 очка (1976); 164,187 очка(1977)

## Спортивные результаты на международных соревнованиях
| Год  | Чемпионат Европы | Олимпийские игры                           | Чемпионат мира |
| ---- | ---------------- | ------------------------------------------ | -------------- |
| 1973 | -                |                                            | 14-e           |
| 1974 | -                |                                            | -              |
| 1975 | -                |                                            | -              |
| 1976 | 9-e              | 13-e — 1500 м 14-e — 5000 м 11-e — 10000 м | 8-e            |
| 1977 | 6-e              |                                            | 4-e            |
| 1978 | 1                |                                            | 3              |
| 1979 | 3                |                                            | NC17           |
| 1980 | -                | -                                          | 10-e           |